# Adolf Hermann Wilhelm Hagen

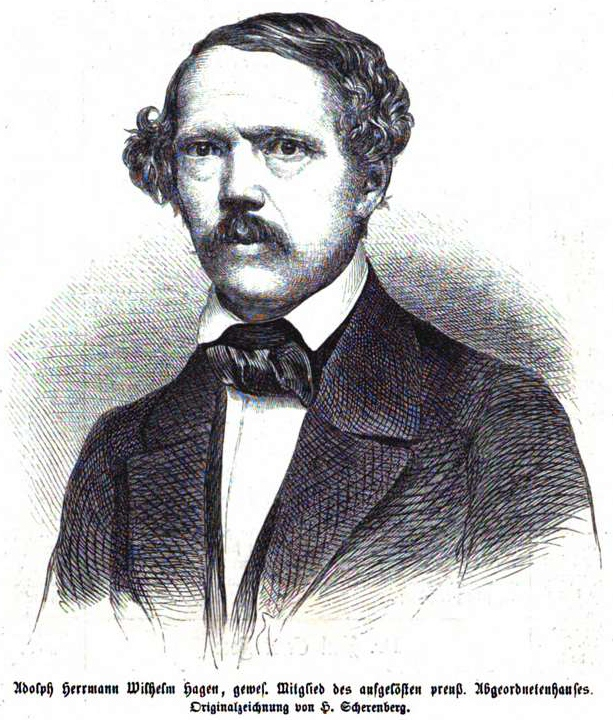
Adolph Hermann Wilhelm Hagen, 1862. Grafik von Hermann Scherenberg.

Adolf Hermann Wilhelm Hagen (* 23. September 1820 in Königsberg; † 17. August 1894 in Golling an der Salzach) war preußischer Beamter, Bankier und liberaler Politiker. Der von ihm 1862 im preußischen Abgeordnetenhaus eingebrachte „Antrag Hagen“ war ein Auslöser für das Ende der Neuen Ära in Preußen.

## Leben
Adolf Hagen war ein Sohn von Carl Heinrich Hagen, Jurist und Nationalökonom in Königsberg, Neffe von Ernst August Hagen, erster Professor für Ästhetik und Kunstgeschichte an der Albertus-Universität Königsberg. Der Königsberger Universalgelehrte Karl Gottfried Hagen war sein Großvater. Hagen studierte Rechtswissenschaften in Königsberg und trat 1843 in den preußischen Staatsdienst ein. Im Jahr 1854 wurde er Stadtkämmerer von Berlin und besoldeter Stadtrat. Diese Position behielt er bis 1871. Danach wechselte er als Direktor zur Deutschen Unionbank und war in dieser Zeit an der Gründung mehrerer Aktiengesellschaften beteiligt. Nach der Auflösung der Bank trat er 1876 wieder als Stadtrat in den Berliner Magistrat ein.
Adolf Hermann Hagen wurde 1856 zum Landrat des Landkreises Königsberg und in den 1860er Jahren dreimal zum Oberbürgermeister von Königsberg gewählt, aber wegen der Weigerung der Regierung, die Wahlen zu bestätigen, konnte er die Ämter nicht antreten. Von 1862 bis 1876 war er für die Fortschrittspartei Mitglied des Preußischen Abgeordnetenhauses.
Im Jahr 1862 stellte er im Plenum einen Antrag in der umstrittenen Frage des Militäretats. Der Hintergrund war, dass die Fortschrittspartei kein Provisorium für die Reorganisation des Militärs mehr mittragen wolle. Er verlangte eine Aufschlüsselung des Etats in verschiedene Posten. Dem stimmte das Abgeordnetenhaus mehrheitlich zu. Finanzminister Robert von Patow sah diese Forderung zwar grundsätzlich als berechtigt an, interpretierte dies aber als parlamentarisches Misstrauen. Da die Regierung auch nicht mehr das uneingeschränkte Vertrauen von Wilhelm I. besaß, traten die altliberalen Minister zurück. Damit war der „Antrag Hagen“ ein Faktor für das Ende der Politik der Neuen Ära in Preußen und stand am Beginn des preußischen Verfassungskonflikts.
In den Jahren 1867 bis 1877 war Hagen auch Mitglied im Reichstag. Danach zog er sich aus dem politischen Leben zurück. Wegen seiner Verdienste um Berlin erhielt er 1871 den Ehrentitel Stadtältester, verbunden mit einem Ehrengrab der Stadt Berlin auf dem Dorotheenstädtischen Kirchhof an der Chausseestraße, Berlin.
Adolf Hagen war in erster Ehe verheiratet mit seiner Cousine Johanna Louise Amalie Bessel (1826–1856), Tochter des Königsberger Astronomen Friedrich Wilhelm Bessel (1784–1846), und in zweiter Ehe mit Anna Claussen (1831–1905). Er war Vater des Physikers und Direktors an der Physikalisch-Technischen Reichsanstalt in Berlin Carl Ernst Bessel Hagen (1851–1923), des Chirurgen und Direktors des städtischen Krankenhauses Charlottenburg-Westend Fritz Karl Bessel-Hagen (1856–1945) und von Werner Hagen (1864–1921), Vizekonsul in Yokohama, Konsul in Philadelphia, stellvertretender Bevollmächtigter Preußens zum Reichsrat.